# ایکا-روآ
ایکا-روآ در افسانه‌های مائوری یک ماهی دراز است که همهٔ ستارگان کهکشان راه شیری یا الهه مادر همهٔ ستاره‌ها را به دنیا آورده است (زاییده است). همچنین ایکا-روآ نام دیگر کهکشان راه شیری است.
به ایکا-روآ، مانگوروآ (کوسهٔ دراز) یا مانگوروآ ائی آتا (کوسهٔ دراز بامداد) هم می‌گویند.